# Chakmeh Zar
Chakmeh Zar (persiska: چکمه زر) är en ort i Iran.   Den ligger i provinsen Västazarbaijan, i den nordvästra delen av landet, 700 km nordväst om huvudstaden Teheran. Chakmeh Zar ligger 2 245 meter över havet och antalet invånare är 490.
Terrängen runt Chakmeh Zar är huvudsakligen kuperad. Chakmeh Zar ligger nere i en dal.Runt Chakmeh Zar är det ganska tätbefolkat, med 75 invånare per kvadratkilometer. Närmaste större samhälle är Balajūk, 15,2 km söder om Chakmeh Zar. Trakten runt Chakmeh Zar består i huvudsak av gräsmarker.